# Бадија Ањано (Арецо)
Бадија Ањано је насеље у Италији у округу Арецо, региону Тоскана.
Према процени из 2011. у насељу је живело 825 становника. Насеље се налази на надморској висини од 271 м.